# Компаративна геномска хибридизација
Компаративна геномска хибридизација (КГХ) је молекуларни цитогенетички метод за анализу варијације броја копија (ВБК) у односу на плоидију у ДНК тест узорка у поређењу са референтним узорком, без потребе за култивисањем ћелија. Циљ ове технике је брзо и ефикасно поређење два узорка геномске ДНК која обично потичу из блиско повезаних извора, јер се сумња да постоје разлике у виду добитака или губитака целих хромозома или субхромозомских регија (делова хромозома). Ова техника је првобитно развијена за процену разлика између хромозомских комплемената чврстих тумора и нормалног ткива и има резолуцију од 5–10 мегабаза, што је значајно побољшање у односу на традиционалне цитогенетичке технике као што су Гиемса бојење и флуоресцентна ин ситу хибридизација (ФИШ), које су ограничене резолуцијом микроскопа.
Овај метод се заснива на конкурентној флуоресцентној ин ситу хибридизацији. ДНК из два извора се изолује, независно обележи различитим флуорофорима (најчешће црвена и зелена боја), денатурује у једноланчане молекуле и уједначено хибридизује на нормалну метафазну плочу хромозома. Обележена ДНК се везује за своје локусе порекла, а флуоресцентни сигнали се упоређују дуж сваког хромозома ради идентификације разлика између два узорка. Већи интензитет тест узорка у одређеном региону указује на добитак тог региона, док већи интензитет референтног узорка указује на губитак. Неутрална боја (жута када су флуорофори црвени и зелени) указује на одсуство разлике.
КГХ може да открије само неуравнотежене хромозомске абнормалности, јер уравнотежене абнормалности као што су реципрочне транслокације, инверзије или прстенасти хромозоми не утичу на број копија. Међутим, КГХ омогућава анализу свих 46 људских хромозома у једном тесту и откривање делеција и дупликација, чак и на микроскопском нивоу, што може довести до идентификације кандидат гена за даља истраживања.
Употребом ДНК микрочипова у комбинацији са КГХ развијена је специфичнија метода – микрочипна КГХ (аКГХ), која омогућава анализу варијација броја копија са резолуцијом до 100 килобаза. Ова унапређена техника омогућава откривање етиологије познатих и непознатих стања.

## Историја
Мотивација за развој КГХ проистекла је из ограничења постојећих цитогенетичких метода (Гиемса бојење и ФИШ), које су биле ограничене резолуцијом микроскопа и захтевале велики ручни рад. Први извештај о КГХ анализи објавили су Калиониеми и сарадници 1992. године на Универзитету у Калифорнији у Сан Франциску, користећи ову методу за анализу чврстих тумора. Успели су да идентификују 16 различитих региона амплификације, од којих су многи били новооткривени.
Убрзо након тога, 1993. године, ду Манор и сарадници су применили сличну методологију и закључили да је КГХ веома користан алат за цитогенетичку анализу.
Широка примена КГХ у почетку је била отежана због неуједначених протокола и тешкоћа у тумачењу података. Међутим, објављивањем стандардизованих протокола и комерцијализацијом софтвера за анализу слика, КГХ је постао доступан широм света. Развој нових техника као што су микродисекција и полимеразна ланчана реакција омогућио је анализу мањих хромозомских абнормалности и побољшао резолуцију КГХ.
Увођење аКГХ, где се користе ДНК микрочипови уместо традиционалних метафазних препарата, омогућило је још већу резолуцију и бржу анализу, што је учинило ову методу погодном за дијагностичку употребу.

## Основне методе

### Припрема метафазних препарата
ДНК на плочи је референтни узорак, најчешће добијен од кариотипски нормалне жене (због два X хромозома). Лимфоцити периферне крви се стимулишу фитохемаглутинином, култивишу 72 сата на 37 °C у атмосфери са 5% CO2, а затим се додаје колхицин ради заустављања ћелија у митози. Ћелије се фиксирају у 3:1 метанол/сирћетна киселина.
Једна кап суспензије се наноси на етанолом очишћену плочицу са око 30 cm удаљености, на собној температури и влажности 60–70%. Плочице се суше преко ноћи и чувају на -20 °C са силика гелом или азотом ради одржавања сувоће.

### Изолација ДНК из тест и референтног ткива
Стандардна фенолска екстракција се користи за добијање ДНК, а може се користити и комерцијално доступни комплети базирани на афинитетним колонама. Препоручује се употреба свеже или замрзнуте ДНК, али је могуће користити и архивски материјал (фиксиран формалином или уграђен у парафин). За КГХ је довољно 0,5–1 μg ДНК.

### Обележавање ДНК
Ник-транслација се користи за обележавање ДНК флуорофорима или биотином/дигоксигенином. Дужина фрагмената треба да буде 500–1500 kb ради оптималне хибридизације.

### Блокирање
Додаје се Cot-1 ДНК (обогаћена репетитивним секвенцама) ради блокирања нормалних репетитивних секвенци, посебно у центромерама и теломерима.

### Хибридизација
Меша се 8–12 μl обележене тест и референтне ДНК са 40 μg Cot-1 ДНК, затим се раствор преципитира и раствара у 6 μl хибридизационог пуфера (50% формамид, 10% декстран сулфат, SSC пуфер, pH 7.0). Денатурација плочице и сонди се врши одвојено, након чега се сонде додају на плочицу и инкубирају 2–4 дана на 40 °C у влажној комори.

### Визуелизација и анализа
Флуоресцентни микроскоп са одговарајућим филтерима и камера високе резолуције користе се за снимање слика. Софтвер за КГХ анализу омогућава обраду слика, нормализацију сигнала и израду "кариотипа релативног броја копија". Тумачење профила врши се коришћењем фиксних или статистичких прагова.

## Микрочипна компаративна геномска хибридизација (аКГХ)
Микрочипна КГХ (аКГХ) је савремена молекуларна цитогенетичка техника за детекцију хромозомских варијација броја копија на нивоу целог генома са високом резолуцијом. Уместо метафазних хромозома, користе се ДНК микрочипови са познатим хромозомским локацијама, што омогућава детаљније мапирање аберација и директно повезивање са геномском секвенцом.